# Qcells
Hanwha Qcells er en sydkoreansk producent af solceller, solcellepaneler og solcelleanlæg. Virksomheden har hovedkvarter i Seoul, hvor det blev flyttet til i 2012, efter at Qcells blev overtaget af Hanwha. Oprindeligt er virksomheden etableret i 1999 i Bitterfeld-Wolfen, Tyskland, hvor de fortsat har forskningscenter. Qcells er i dag et datterselskab til Hanwha Solutions, som er Hanwhas energidivision.